# Жникруп Оксана Леонтіївна
Оксана Леонтіївна Жникру́п (31 січня 1931, Чита — 13 січня 1993, Київ) — українська скульпторка-фарфористка, член Спілки радянських художників України з 1966 року. Дружина скульптора Владислава Щербини.

## Життєпис
Народилася 31 січня 1931 року в місті Читі (нині Росія). Упродовж 1947—1952 років навчалася на скульптурному відділенні Одеського художнього училища, була ученицею Мирона Кіпніса.
Протягом 1952—1954 років працювала на Баранівському фарфоровому заводі; у 1954—1986 роках — на Київському експериментальному кераміко-художньому заводі.
Мешкала в Києві, в будинку на провулку Філатова, № 3/1, квартира № 47. Померла у Києві 13 січня 1993 року.

## Творчість
Працювала в галузі декоративної скульптури. Серед робіт:
- «Попелюшка» (1952);
- «Царівна-Лебідь» (1953);
- «Танець із віялом» (1953);
- «Індійський танець» (1954);
- «Іспанський танець» (1954);
- «Корейський танець» (1954);
- «Царівна-Лебідь з шулікою» (1956);
- «Індіанка» (1956);
- «Чоловічок з нігтик» (1956);
- «Свято жнив» (1957, у співавторстві з Григорієм Молдаваном);
- «Снігуронька» (1959);
- «Крихітка-хаврошечка» (1960);
- «Матрьошка» (1960);
- «Любить — не любить» (1960);
- «Дебют» (1963);
- «Берізка» (1963);
- «Купальниця» (1963);
- «Ярославна» (1964);
- «Па-де-де» (1964);
- «Біля води» (1964);
- «Сумна» (1964);
- «Барині-сударині» (1965);
- «Назар Стодоля» (1965);
- «Балерини» (1965);
- «Українська карусель» (1965);
- «Червоноармієць з дитиною» (1966);
- серія «Цирк» (1967);
- «Ординарець» (1967);
- «Біля самовара» (1968);
- «Холодно» (1968);
- «Делегатка» (1969);
- «Хімік» (1969);
- «Лікар» (1969);
- «Учителька» (1969);
- «Вишивальниця» (1971);
- «Рушничок» (1971);
- «Лікнеп» (1972);
- «Кармен» (1974);
- «Барабанщик» (1977);
- «Ранок» (1980);
- «Пастушка і трубочист» (1982);
- серія «Пані добродійка» (1986).

Брала участь у республіканських виставках з 1960 року, всесоюзних та зарубіжних — з 1959 року. Її роботи експонувалися в Угорщині, Польщі, Франції і Ефіопії у 1960 році, Сирії у 1962 році, Німецькій Демократичній Республіці у 1963 році, Греції, Сполучених Штатах Америки і Югославії у 1964 році та на Всесвітній виставці у Монреалі у 1967 році.
Окремі вироби скульпторки зберігаються в Національному музеї декоративного мистецтва України у Києві.

## Вшанування
У 2024 році вийшло науково-популярне видання «Жникруп Оксана. Мистецтво порцеляни. Образ крізь простір і час» (українською та англійською мовами). Автори колекціонерка Людмила Карпінська-Романюк та директорка музею «Київський фарфор», психологиня, дослідниця українського фарфору Тетяна Сазонова.